# Чокхор (гевог)

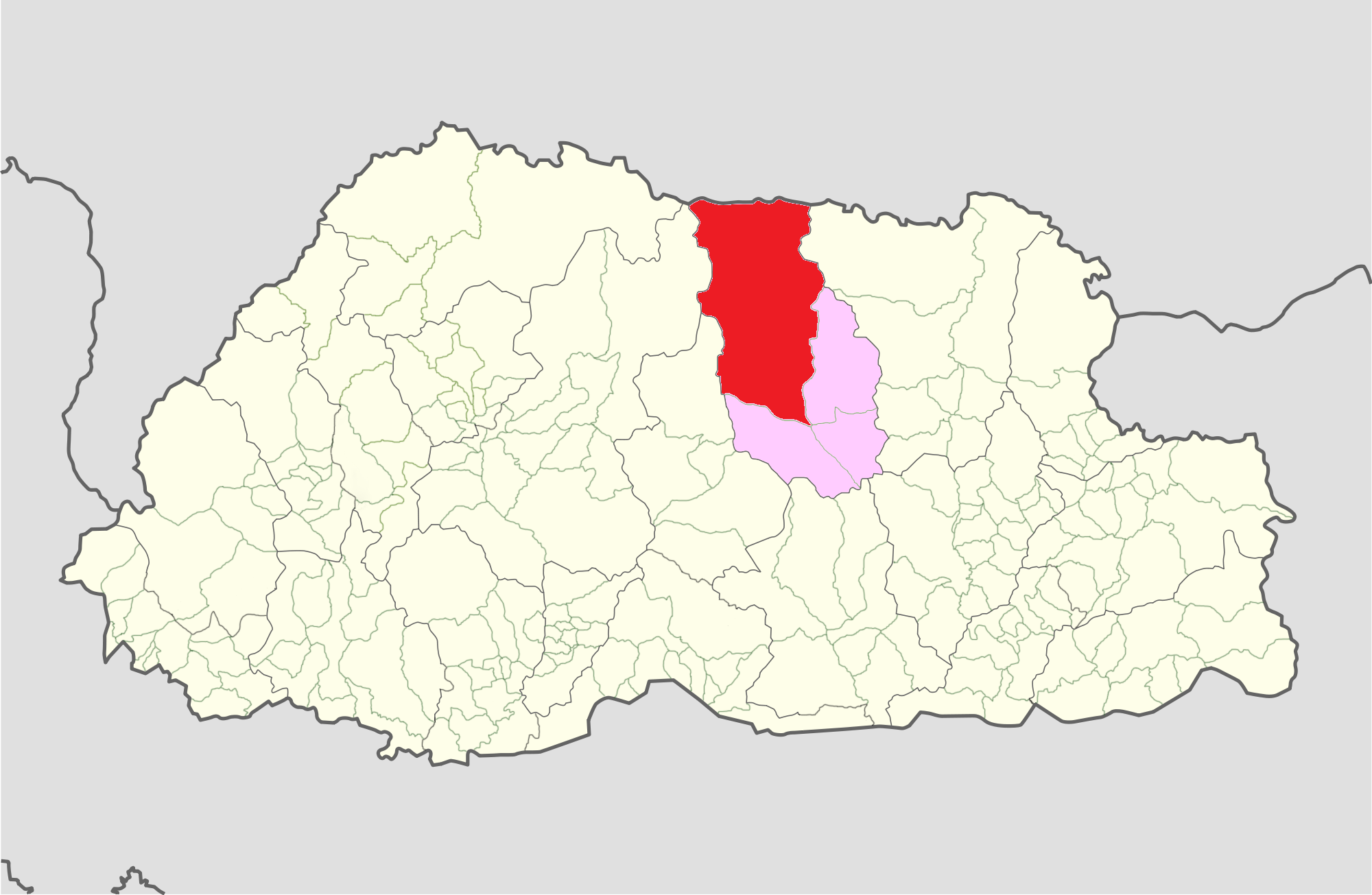
Гевог Чокхор в составе дзонгхага Бумтанг на карте Бутана

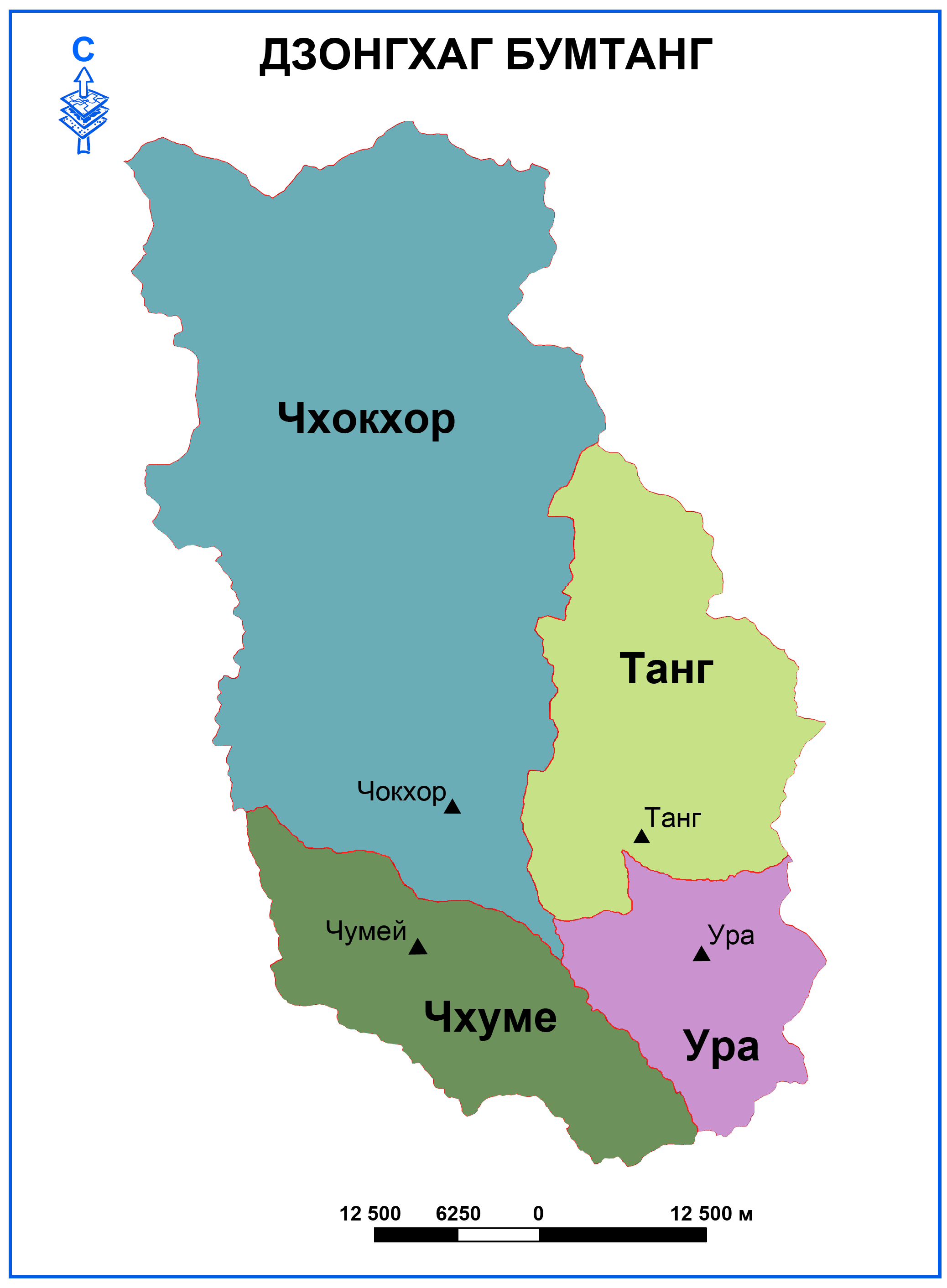
Гевоги дзонгхага Бумтанг

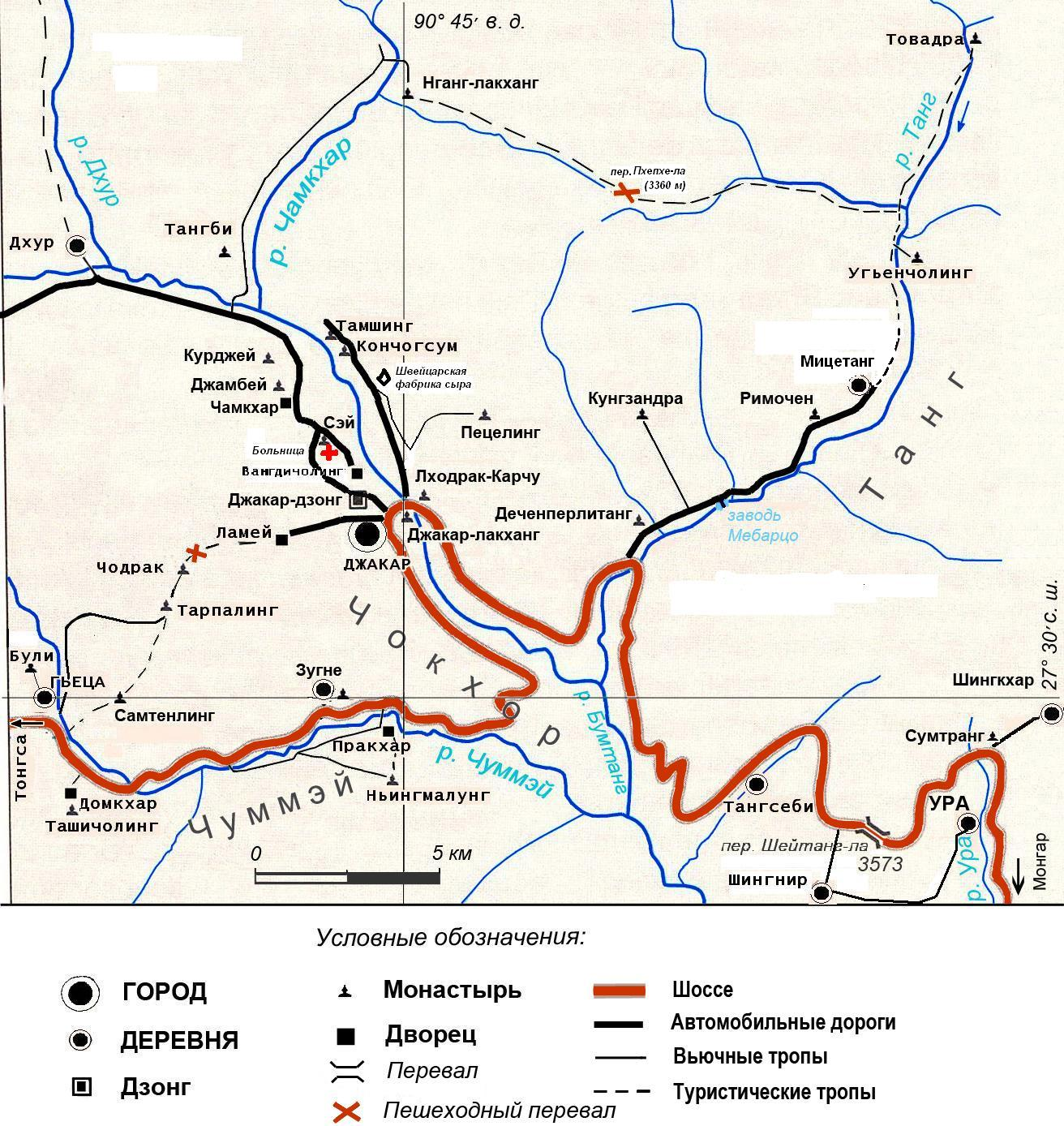
Карта центральной части Бумтанга

Чокхор (ཆོས་འཁོར།, Choekhor) — гевог в Бутане в Бумтанге, расположенный в долине реки Бумтанг (нем. Bumthang Chhu) и её притоков Чокхор (долина Чокхор) и Дхур, к этому гевогу относится также город Джакар. В гевоге имеется немало значимых буддийских монастырей, в которых проводятся регулярные праздники цечу.
Основные поселения — Джакар, Дхур.
Население занимается сельским хозяйством. Выращиваются зерновые, яблоки, овощи, орехи, картофель, спаржа. Разводится крупный рогатый скот.

## Достопримечательности
- Джакар-дзонг
- Бывший королевский дворец Ламей-гомпа, переданный лесному управлению (за городом).
- Дворец Вандичходинг на окраине города.
- Монастырь Курджей-лакханг IX века, в котором хранится отпечаток тела Падмасамбхавы
- Храм Джамбей-лакханг, один из самых старых храмов Бутана, построенный царём Тибета Сонгценом Гампо в VII веке, одновременно с храмом Кьичу-лакханг в Паро.
- Семинария Сэй-лакханг (Золотой Храм, Sekargutho) на 25 монахов, посвящённая переводчику Марпа
- Замок Чамкхар-лакханг (Железная крепость), небольшой дом, бывший дворец индийского царя Синдху-раджи, посетившего Падмасамюхаву
- Монастырь Тамшинг-лакханг буддийской школы Ньингма, один из самых важных ньингмапийских монастырей Бутана
- Монастырь Конгчогсум-лакханг буддийской школы Ньингма, который оборудовал Пема Лингпа, XIII век, в 300 м к югу от Тамшинг-лакханг
- Монастырь Тангби-лакханг XV века за рекой, первоначально школы Карма Кагью, однако Пема Лингпа его смог перенять и передать школе Ньингма.
- Монастырь Зангдопелри-лакханг
- Монастырь Нганг-лакханг
- Очень древний храм Джакар-лакханг в самом центре Джахара
- Большой монастырь Лодрак-Карчу над Джахаром, в котором расположен буддийский университет
- Монастырь Пецелинг-гомпа буддийской школы Ньингма, который основал Пема Лингпа

## См.также
- Чокхор (долина)